# 四川祆教
四川祆教係祆教在四川的發展，最早注意到中古時期四川祆教遺痕的是日本學者神田喜一郎，他於1928年注意到《山堂肆考》卷三九「公主」條引《蜀志》中涉及的祆教訊息，以及夔州樂府中的穆護歌，認定唐時蜀地有祆教流行。1978年，饒宗頤在《穆護歌考》中明確指出宋時四川有祆廟。當代有黎國韜、侯會等學者撰文探討川主二郎神與祆神的關聯，以及姚崇新對巴蜀火祆教更為全面的考證。

## 蜀地胡人

### 蜀地與中亞的早期關聯
《史記·大宛列傳》記載，西漢張騫在出使西域後回朝匯報：「臣在大夏（即巴克特里亞）時，見邛竹杖、蜀布。問曰：『安得此？』大夏國人曰：『吾賈人往市之身毒……』今身毒國又居大夏東南數千里，有蜀物，此其去蜀不遠矣。」可見早在西漢時期，位於中亞的大夏古國（當時應為希臘-巴克特里亞王國時代）已經與蜀地有貿易往來。雖然當時是否有大夏胡商直接進入蜀地，還無直接證據。

### 粟特人

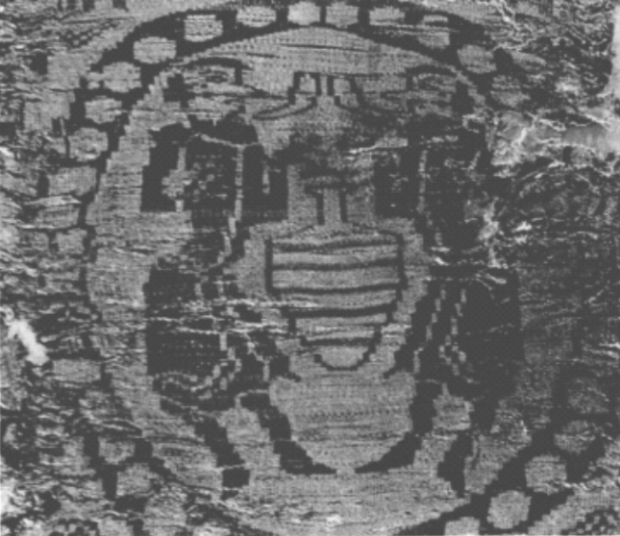
7–10世紀粟特風格蜀錦聯珠拂菻人或中亞人對飲紋樣

粟特人在巴蜀至少可以追溯至蜀漢時期，而南梁時期是巴蜀粟特人最為活躍的時期，這一時期可能在今成都市周邊形成了粟特聚居地。進入蜀地的粟特人大多是從西域經吐谷渾（今青海省）、松州（今四川省松潘縣）再南下益都（今成都市）。除了來自粟特本土以外，可能還包括于闐、且末、若羌、樓蘭、高昌以及河西。也有從中原地區西遷巴蜀的著籍粟特人，但數量很少。由此可見巴蜀粟特人的來源呈現多樣性。其中知名的有何妥及其侄子何稠。何家定居郫縣，經商致巨富，號為西州大賈。何稠通曉織造，為當時的蜀錦提供諸多中亞、波斯、西域紋樣。洛陽出土《唐故蜀王府隊正安師墓誌》記載粟特人安師曾任蜀王李愔府邸隊正，即府兵軍官，承襲其先輩歷任武職的傳統。
唐時成都已有粟特人聚居地，並建有粟特廟。法國學者魏義天考證「巴格蘇爾」（Baghshūr）應是成都地區的粟特語名稱。該地名意為「鹽池」，本是指古時大呼羅珊境內莫夫城附近一地。成都得此名蓋因古時四川井鹽主要集中在成都府一帶。
不過入蜀的粟特人以佛教徒居多，比如釋道仙和釋明達，原是中亞康國人，於南梁時期入蜀後成為蜀地沙門；以及唐朝時祖籍石國的釋神會，後成為成都保唐禪宗代表人物之一。但應當亦有祆教徒。前、後蜀時期巴蜀有祆神崇拜和祆祠，主要表現在祆教賽神曲穆護歌的流行和灌口祆神廟的存在，且灌口祆祠正好緊鄰何氏家族的定居地郫縣。不過祆教傳入蜀地可能更早。北周時期粟特祆教徒安伽之父安突建曾擔任眉州刺史，眉州就是今四川省眉山市。
另有王丁《胡名釋例》收錄西川牙將花敬定。按以國為姓的作法，花姓表示此人應來自火尋，因花（hwaɨ）有可能是火尋（hwa zim）的省略式異譯。但文中並未明確指出花敬定其人是否為粟特人或其他種族的胡人。

### 波斯人

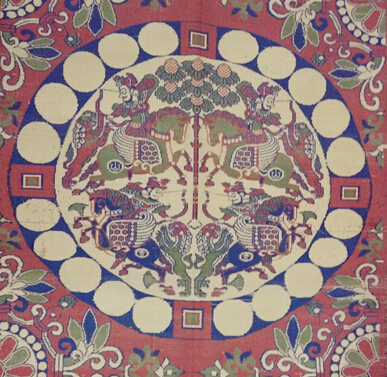
7–10世紀的蜀錦圖案紋樣「四天王錦」描繪粟特珍珠環飾中的波斯薩珊騎士狩獵圖

波斯人至少在南北朝時期已較多見於巴蜀。唐、五代時期，巴蜀地區的波斯人甚為活躍。時有嘉州人蘇陰作穆護歌，以此歌學巴人曲。饒宗頤懷疑「蘇陰」為缽羅婆文「Sūrēn」的音譯，因而蘇陰其人可能出自波斯薩珊王朝貴族蘇倫家族，且蘇陰諳熟穆護歌的情況正好與蘇倫家族的祆教背景相符合。來自安息帝國的安朏汗及其子安附國均於公元7世紀出任維州刺史。萬州波斯人石處溫曾任前蜀利州司馬、後蜀獎州刺史。五代宋初巴東地區波斯人穆昭嗣以醫術聞名。
其中最知名的波斯人可能是梓州李氏三兄妹李珣、李玹、李舜弦。李珣好辭章，為前蜀皇帝王衍所愛；其妹李舜弦工詩畫，被王衍納入後宮封為昭儀。這個家族的宗教信仰有三種說法：祆教、景教或者道教。李舜弦的一闋詞中有描述一種祆神維施帕卡使用的武器。黎國韜認為李氏兄妹信奉祆教，並因此影響前蜀皇帝王衍奉教。鑑於李珣、李玹皆通醫術，羅香林認為李氏家族信奉景教，因為大多數景教教士在藥材醫學方面造詣很高，他們通常一邊傳教一邊行醫。不過李珣也留有兩闋《女冠子》描繪女道士的節操，並在《海藥本草》中記述了很多和道教煉丹術（類似西方鍊金術）有關的藥材。陳明在學術論文中稱他更傾向於羅香林的觀點，認為李氏兄妹很可能是受了道教影響的景教徒。

## 蜀地祆教遺痕

### 川西蜀地
北周粟特祆教徒安伽墓墓誌記載其父安突建曾擔任眉州刺史，眉州就是今四川省眉山市。安突建擔任的應是西魏的眉州刺史，時間應是西魏廢帝二年（553年）西魏從南梁取得蜀地以後。安突建在眉州時將祆教信仰帶入當地是有可能的。榮新江推測眉州可能是粟特人在蜀地的聚居地之一。從這個情況來看，祆教可能至遲在南梁-西魏時期已傳入蜀地。祆教在眉州應一直延續至唐朝，但信仰該教的可能主要侷限於胡人。明朝時來知德遊歷峨嵋山作《遊峨賦》：「入鈎深而仰止兮，卓承學之刑模；羗妖廟之誘民兮，走九坑之芃狐。」明人常將「祆廟」誤寫作「妖（祅）廟」，比如將元明戲曲中常見的「火燒祆廟」誤寫為「火燒妖廟」，因二字形近致誤。由此判斷，明朝時峨嵋山上可能還有祆廟遺存。眉州古代為羗人活動地域，而明朝時早已沒有西域胡人，因而時人並不了解此廟的文化歸屬將其誤認為羗廟。
《隋書》卷四五〈文四子·庶人秀傳〉記載隋文帝楊堅第四子楊秀封益州刺史、蜀王，但被其兄晉王楊廣構陷致使楊堅下詔數其罪：「橫生京師妖異，以證父兄之災，妄造蜀地徵祥，以符己身之籙……轍造白玉之珽，又為白羽之箭……仍云請西嶽華山慈父聖母神兵九億萬騎，收楊諒魂神，閉在華山下，勿令散蕩。」饒宗頤最早揭示出這則訊息背後的祆教因素，他指出「九億萬」是祆教所習用之數目，從而推知隋朝時蜀地諸州有薩保及祆教徒穆護往來。楊秀雖然信仰佛教，但在行厭勝術時，似乎突破自身宗教信仰，祆教、道教都可為其所用。
《山堂肆考》卷三九〈帝屬·公主〉「幸祆廟」條引《蜀志》載：「昔蜀帝生公主，詔乳母陳氏乳養，陳氏攜幼子與公主居禁中，約十餘年。後以宮禁出外六載，其子以思公主，疾亟，陳氏入宮有憂色。公主詢其故，陰以實對。公主遂托幸祆廟為名，期與子會。公主入廟，子睡沉，公主遂解幼時所弄玉環，附子懷而去，子醒見之，怨氣成火而廟焚也。按祆廟，胡神廟也。」日本學者神田喜一郎最早從這則訊息注意到蜀地曾流行祆教，另有學者認為這是前、後蜀時期的事，成為後來元雜劇《火燒祆廟》的故事藍本。據此可斷定前、後蜀時期成都建有祆廟。姚崇新認為「前、後蜀緊接唐朝，推測這座祆廟可能唐代已有」。從這點上可以看出前、後蜀時期祆教在成都及周邊地區頗為流行。

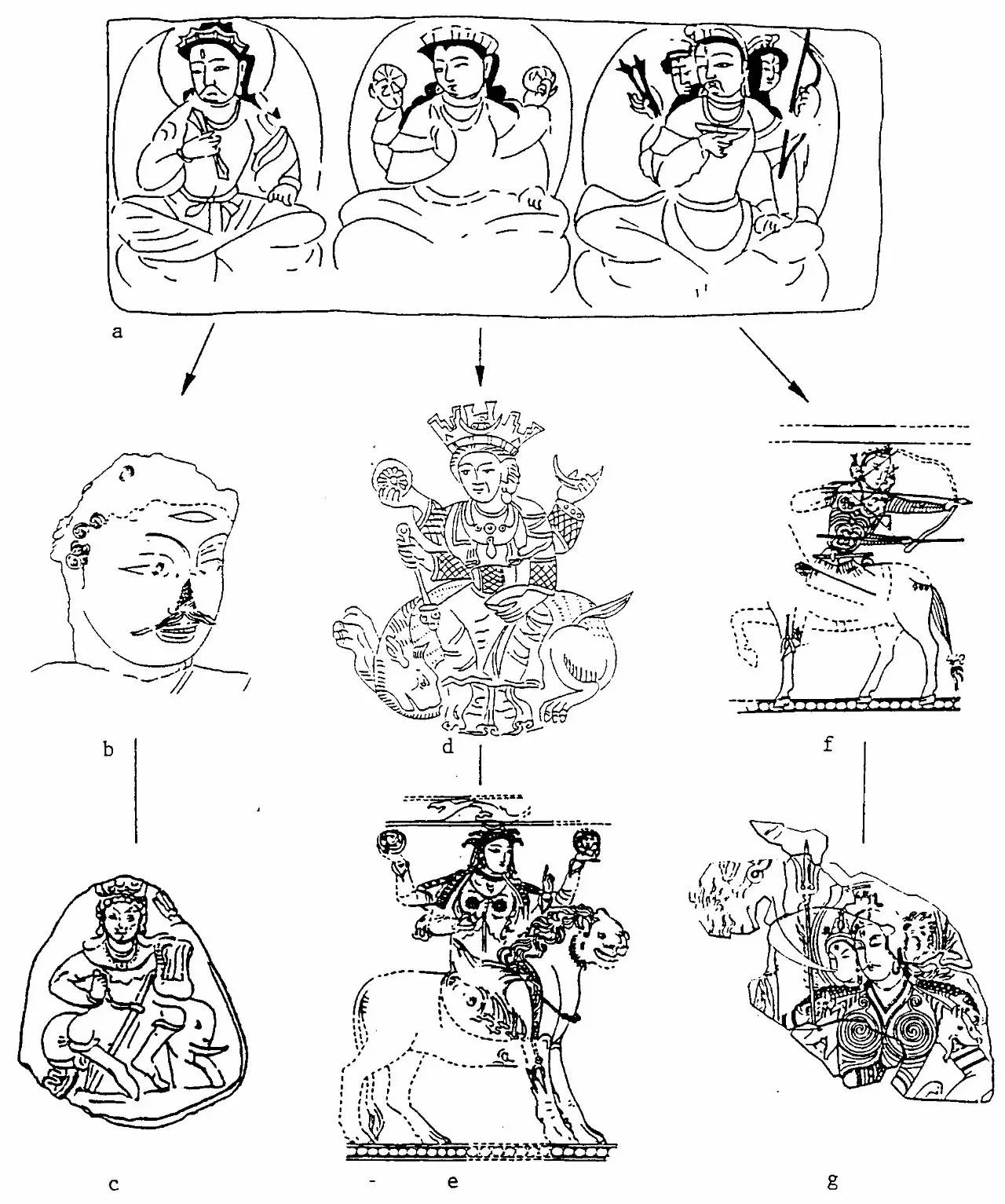
頂部為新疆丹丹烏里克遺址出土的于闐祆神木版畫，從左到右依次為阿胡拉·馬茲達、娜娜女神以及維施帕卡。中部及底部為此三神在粟特地區的形象。

黎國韜將當時蜀地祆教與波斯人李珣家族聯繫起來，又因李家與前蜀皇室關係密切而推測前蜀皇室信奉祆教。姚崇新認為並無確鑿證據證明李氏家族為祆教徒，前蜀皇室信奉祆教的可能性也不大。不過蜀人對祆教並不陌生。《十國春秋》有一段對前蜀皇帝王衍的記載：「［乾德二年］秋八月戊辰，帝發成都，以同平章事王鍇判六軍諸衞事，帝披金甲，冠珠帽，持弓矢而行。百姓望之，謂如灌口祆神。」由此可見蜀人對祆教的熟悉程度。這條資料也證實了當時在灌口有祆神廟及祆神像，可能唐代就已存在，下限當延續至宋代。也可由此推測當時在灌口也許存在以粟特人為主的胡人聚居地。資料中提到的灌口祆神形象，與粟特祆神維施帕卡正相一致。新疆丹丹烏里克遺址出土的于闐祆神木版畫上為三頭六臂，戴冠，一手執弓，一手執戈戟（見右圖編號）。東曹國（烏什魯薩那）卡萊·喀喀罕一號（Kalai Kahkaha I）宮殿遺址出土壁畫維施帕卡乘馬像為身著鎧甲，戴頭盔，側身反顧，雙手拈弓搭箭作欲射狀（見右圖編號）。中亞古城片治肯特出土壁畫中維施帕卡是三頭六臂，身穿鎧甲，戴頭盔，一手執三叉戟，其餘手執物因壁畫殘缺而無法判定（見右圖編號）。後來流行的二郎神，或稱川主，其基本形象與維施帕卡有多處吻合。不過侯會則認為二郎神崇拜「產生於具有祆教文化背景的川蜀地區，二郎神的種種神性又與祆教雨神（得悉神，即蒂什塔爾）特徵相吻合（比如二者均與水元素有關，均用羊祭），由此推測，二郎信仰源頭應為祆教雨神崇拜。」

### 川東巴地
今重慶市一帶的祆教遺痕主要在峽江地區，因該地是當時粟特人、波斯人的活動中心。峽江地區是穆護歌的流行區域，這種祆教賽神曲在當時民間頗為流行。
清朝宣鼎所著《夜雨秋燈錄》記載說五代時，江北有僧人收養了一名由鹿所生之女，稱為鹿女。僧人怕外人見疑，一直將女孩養於暗室，直至她十六歲時的一次浴佛節，鹿女從暗室破門而出，令眾人驚愕。人群中有無賴之輩起鬨道：「和尙房中藏嬌娃，為散花人耶？為摩登女耶？幸神佛顯靈，遣自敗露，不然巫山祆廟火毋延燒鄰舍耶？」這個帶有傳奇色彩的故事，卻暗示了五代時巫山有祆廟存在。此祆廟可能在清時尙存，因清人有以巫山祆廟入詩者。張塤《竹葉庵文集》卷十六〈詩十六·祕閣集一〉載有一首《偶擬閨情》：「爐香誰禮紫霞君，古井銅瓶恨未分。祆廟那知人是鬼，巫山可惜雨連雲。」

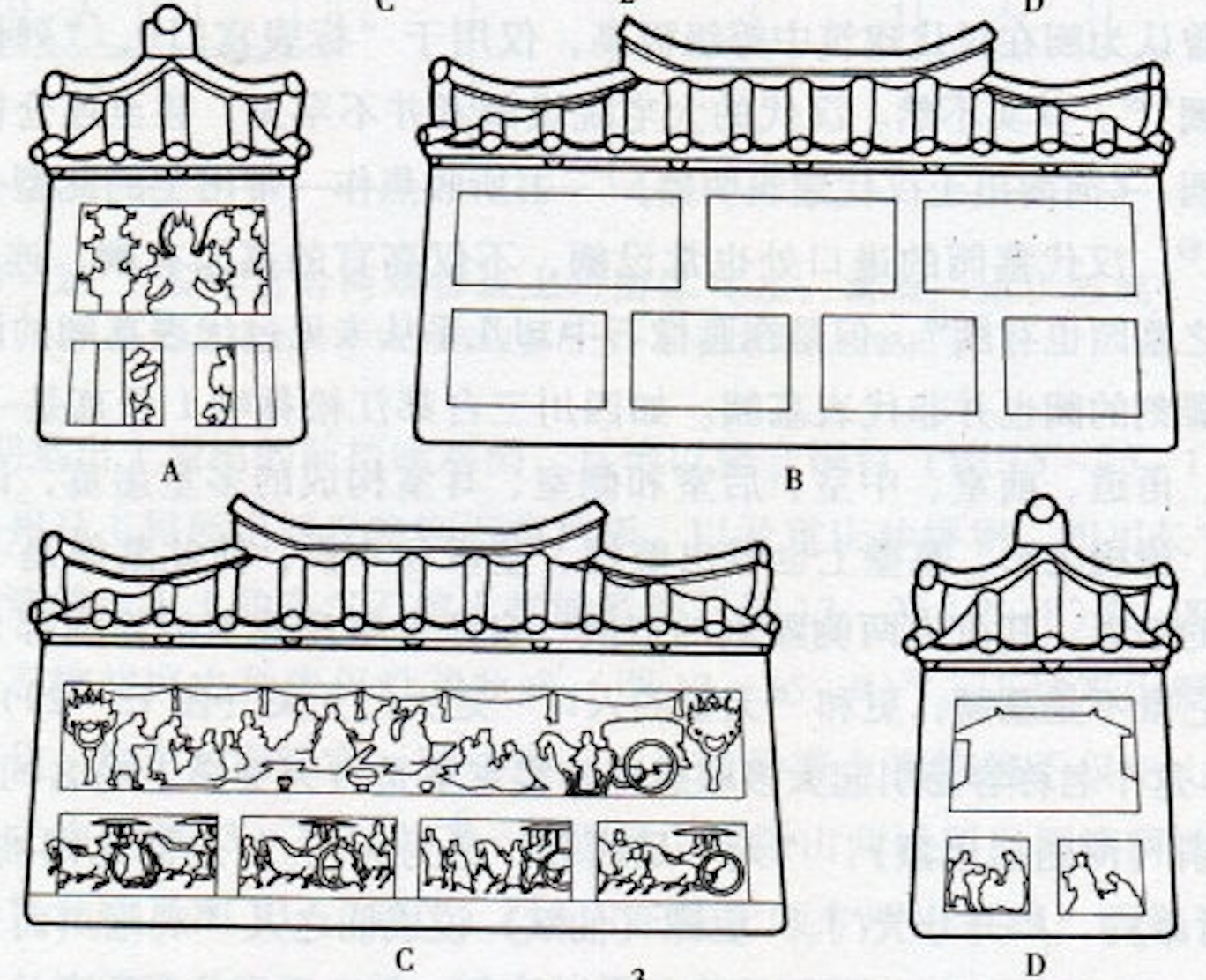
四川樂山沱溝嘴東漢張君墓出土房屋形石棺。巫鴻認為屋形棺源自漢朝時期的四川，之後多被粟特、鮮卑人等沿用。比如北周粟特祆教徒史君的墓葬石棺即是一例。

巫山老屋場墓地8號墓出土了一具北宋時期的房屋形陶棺，外壁上飾有忍冬紋，與當地傳統喪葬習俗風格迥異。屋形棺一般為祆教納骨器，多見於粟特人墓葬，且忍冬紋曾反覆出現在祆教喪葬器物上。據藝術史學家巫鴻的研究，房屋形石棺源自漢朝時期的四川，是一種具有種族傾向的墓葬形式。因這種葬式並不見於華中和華南地區的土生漢人，但多見於粟特、鮮卑，以及其他由西部地區遷徙到北方定居的漢人或非漢人後裔。清朝《歸州地輿志·卷一》引南宋王象之《輿地紀勝》載：「唐會昌三年（843年）敕以歸降回鶻五十六人置營於此，回鶻營在州西二里」。依考古推測，中唐至南宋期間，巫山、奉節一帶可能存在一個「回鶻營」，他們信仰祆教，使用屋形棺下葬。

### 結論
由此可見祆教在中古時期的巴蜀分佈比較廣泛，從川西地域成都平原的西北部到川東重慶峽江地區。有穆護歌流行的區域也隱約可見祆廟的蹤跡。

## 對其他地區的影響
二郎神崇拜在青海省黃南藏族自治州隆務寺所在地及周邊一帶頗為流行，當地人認為二郎神信仰是由他們先祖從川蜀引入。二郎神在青海蒙古爾人傳統宗教習俗「於菟儀式」中給予特殊崇敬。對這一現象，趙洪娟認為於菟與西域祆教徒盛行的「潑寒胡」和「蘇幕遮」等儀式相似度極高，淵源頗深。於菟儀式崇奉具有祆教背景的二郎神，進一步解釋了於菟同祆教習俗的密切關聯。
朱靖江考證福建省寧化縣夏坊村七聖廟的「七聖祖師巡遊」儺祭儀式可能源自灌口二郎神信仰，且可能與宋時祆教徒祕密傳承的「七聖刀」幻術有關。